# Podul Lupu
Podul Lupu (în chineză 卢浦大桥) este al doilea pod arcă după lungime din lume, după Chaotianmen și, totodată, primul de acest tip, de oțel. Lungimea totală a construcției este de 3,9 km. Podul a fost proiectat și construit pentru a de contorsiona rutele de transport și conectarea cu noul cartier de afaceri, Pudong din Shanghai, China. În octombrie 2000, a început construcția sa. Drumul care traversează podul este construit din două arcuri pereche curbate. Podul are 16 șiruri, înșirate între bazele celor două arci, fapt cauzat de malurile moi ale solului râului Huangpu. Podul a fost deschis la 28 iunie 2003.